# ARDS
ARDS ili Akutni respiratorni distresni sindrom je vrsta respiratornog zatajenja koju karakterizira brzi početak raširene upale u plućima. Simptomi uključuju kratkoću daha, ubrzano disanje i plavkastu obojenost kože. Za one koji prežive, uobičajena je smanjena kvaliteta života.
Uzroci mogu uključivati sepsu, pankreatitis, traumu, upalu pluća i aspiraciju. Temeljni mehanizam uključuje difuzne ozljede stanica koje tvore barijeru mikroskopskih zračnih vreća pluća, disfunkciju surfaktanta, aktiviranje imunološkog sustava i disfunkciju tjelesne regulacije zgrušavanja krvi.
Globalno, ARDS utječe na više od 3 milijuna ljudi godišnje. Stanje je prvi put opisano 1967. godine. Iako se terminologija "sindroma respiratornog distresa kod odraslih" ponekad koristila za razlikovanje ARDS-a od "sindroma respiratornog distresa kod novorođenčadi" kod novorođenčadi, međunarodni konsenzus je da je "akutni respiratorni distres sindrom" najbolji pojam jer ARDS može utjecati na ljude svih dobima. Postoje modificirani dijagnostički kriteriji za djecu i ona u područjima svijeta s manje resursa.

## Liječenje protiv sindroma
Akutni respiratorni distres sindrom obično se liječi mehaničkom ventilacijom u jedinici intenzivne njege (ICU). Mehanička ventilacija se obično isporučuje krutom cijevi koja ulazi u usnu šupljinu i osigurava se u dišnim putevima (endotrahealna intubacija), ili traheostomijom kada je potrebno dugotrajno prozračivanje (≥2 tjedna). Uloga neinvazivne ventilacije ograničena je na vrlo rano razdoblje bolesti ili sprječavanje pogoršanja respiratornih tegoba kod osoba s atipičnim pneumonijama, modricama pluća ili velikim operativnim operacijama, koji su u riziku od razvoja ARDS-a.